# Albin Mikulski
Albin Zdzisław Mikulski (ur. 3 stycznia 1957 w Sieniawie) – polski piłkarz grający na pozycji napastnika, trener z licencją UEFA Pro Licence.

## Życiorys
Po opuszczeniu Chorzowa wyjechał do Australii, grał tam w barwach Polonii Sydney. Po zakończeniu kariery rozpoczął pracę szkoleniową. Prowadził m.in. Wawel Kraków, Odrę Wodzisław Śląski, Pogoń Szczecin, Polonię Warszawa, Szczakowiankę Jaworzno czy Cracovię. Pracował także w klubach australijskich.

## Sukcesy

### Zawodnicze
Ruch Chorzów
- Mistrzostwo Polski: 1979

### Trenerskie
Polonia Warszawa
- Puchar Polski: 2001